# Aleksandr Gómelski
Aleksandr Yákovlevich Gómelski (en ruso: Александр Яковлевич Гомельский; 18 de enero de 1928 en Kronstadt — 16 de agosto de 2005 en Moscú, Rusia) fue un entrenador de baloncesto soviético y ruso.

## Equipos
- 1953-1966 ASK Riga
- 1969–1980, 1985–1986 CSKA Moscú
- 1988-1989 Tenerife N.º 1
- 1990-1991  Limoges

## Palmarés a nivel clubes
- Liga soviética: 13

ASK Riga: 1955, 1957, 1958
CSKA Moscú: 1970, 1971, 1972, 1973, 1974, 1976, 1977, 1978, 1979, 1980
- Copa de la URSS:

CSKA Moscú: 1972, 1973,
- Copa de Europa: 4

ASK Riga: 1958, 1958-59, 1959-60.
CSKA Moscú:  1970-71.